# Fucsia
Il fucsia è un colore che prende il proprio nome dal fiore della pianta Fuchsia. Fucsia (fuchsia nella grafia inglese) è usato nello standard W3C per lo stesso colore chiamato  magenta secondo lo standard X11 (magenta elettrico).
Esiste anche una variante più tendente al giallo chiamata fucsia fashion molto usato nella moda (viene anche chiamato Ciliegia Hollywood).
La prima volta che si è usato il termine fuchsia per definire tale colore è stato nel 1892.

## Magenta elettrico (magenta X11, fuchsia W3C)
A destra è mostrato il colore magenta chiamato anche fuchsia (spesso erroneamente chiamato rosa brillante o rosa vivo). Fa parte della scala di 16 colori VGA.
Prima del 1958, la marca di matite colorate Crayola, aveva chiamato il magenta come rosa brillante.
In seguito, il nome fu cambiato in Magenta. Esiste una vasta gamma di gradazioni del fucsia/magenta, e soltanto alcuni verranno trattati in seguito.
Nel 1949, i nomi dei colori della Crayola vennero cambiati diventando più "scientifici", basandosi sull'edizione del 1930 Dizionario dei colori. Il colore mostrato qui è leggermente più brillante di quello reale dei fiori della pianta della Fuchsia.

## Fucsia chiaro (magenta pallido)
Mostrato a destra è il colore fucsia chiaro. Questo colore è anche chiamato magenta pallido.

## Rosa fucsia (magenta chiaro)
Mostrato a destra è il colore rosa fucsia. Questo colore è anche chiamato magenta chiaro.

## Fucsia Hollywood (Ciliegia Hollywood)
Nella moda femminile, il colore mostrato a destra viene chiamato fucsia Hollywood, ed è molto utilizzato per i vestiti, le scarpe e gli accessori.

## Fucsia profondo
Mostrato a destra è il colore fucsia profondo. Parte di alcuni fiori di Fuchsia hanno questa tonalità profonda.

## Fandango
Mostrato a destra è il colore fandango. La prima volta che è stato utilizzato il termine fandango per indicare questo colore è stato nel 1925.

## Fucsia reale
Mostrato a destra è il colore fucsia reale.

## Confronto dei fucsia
- Rosa Fucsia (Magenta chiaro) (Hex: #FF77FF) (RGB: 255, 119, 255)
- Fucsia (Magenta elettrico) (colore web) (Hex: #FF00FF) (RGB: 255, 0, 255)
- Fucsia chiaro (Magenta pallido) (Hex: #CC33FF) (RGB: 204, 51, 255)
- Fucsia (Hex: #B300FF) (RGB: 179, 0, 255)
- Fucsia Profondo (Hex: #C154C1) (RGB: 193, 84, 193)
- Fandango (Hex: #B55489) (RGB: 181, 84, 137)
- Fucsia Reale (Hex: #CA2C92) (RGB: 202, 44, 146)
- Fucsia Hollywood (Ciliegia Hollywood) (Hex: #F400A1) (RGB: 244, 0, 161)

## Fucsia nella cultura
- Il fucsia era un colore molto popolare negli Stati Uniti nel design di interni, di solito combinato con l'arancione negli anni settanta.
- Nello slang gay, una donna bella e attraente è detta fucsia queen.
- Durante le telecronache di prove libere, qualifiche e Gran Premi del Campionato mondiale di Formula 1 trasmesse da Sky Sport F1 l'espressione fucsia viene spesso utilizzata dal telecronista Carlo Vanzini per sottolineare quando un pilota realizza il miglior intertempo assoluto e/o il giro più veloce durante una gara (con quel colore viene identificato nella grafica ufficiale del monitor dei tempi).